# Вайпер (порноактриса)
Вайпер (англ. Viper, 12 сентября 1959, Ок-Ридж — 24 декабря 2010, Портсмут, Нью-Гэмпшир); настоящее имя Стефани Грин (англ. Stephanie Green) — американская порноактриса, лауреатка AVN Awards. Была известна татуировкой змеи по всему телу. Вместе с Биллом Маргольдом основала Fans of X-Rated Entertainment (F.O.X.E.). Исчезла в 1991 году.

## Ранняя жизнь
Родилась в Ок-Ридже, Теннесси, но выросла в сельской местности в Нью-Гемпшире. Поступила на службу в Корпус морской пехоты США, где служила в Кэмп-Леджене, дослужившись до звания капрала. Через шесть лет была исключена из корпуса за братание с вышестоящими офицерами и год работала проституткой и артисткой в ночном клубе Балтимора The Block. Свой «фирменный знак» — татуировку змеи — сделала у татуировщика и члена уличной банды Гарри фон Гроффа в Филадельфии. Её описывали так: «… змея, готовая ударить по левому соску, превращается в тигра, состоящего из переплетенных черепов на животе, и, наконец, оживает как змея, кусающая клитор».

## Карьера
В 1986 году переехала в Лос-Анджелес, чтобы войти в порнобизнес, где и познакомилась с Биллом Маргольдом, уже влиятельным порноактёром, режиссёром и агентом. Они прожили вместе пять лет, и Маргольд описывает её как любовь всей своей жизни. В общей сложности Вайпер снялась в 70 хардкорных порнофильмах, первый из которых — White Trash, а последний — Erotic Heights. В 1990 году получила AVN Awards за лучшую женскую роль второго плана в фильме Mystery of the Golden Lotus, сыграв нацистского шпиона. В 1988 году сыграла порнорежиссёра в комедии Vice Academy.
В августе 1989 года, стремясь получить больше работы, вставила грудные имплантаты, увеличив размер бюста с 34A до 34DD. Маргольд считает, что они вызвали «имплантатную шизофрению», доведя Вайпер до психического расстройства к сентябрю 1990 года. В мае 1991 года ушла без предупреждения. Её водительские права, карточка социального страхования и свидетельство о рождении были найдены на могильной плите в Арканзасе, и Марголд больше никогда её не видел. В статье в журнале Gear Марк Эбнер рассказывает о беседе с её матерью, которая сообщила о ней как о живой и здоровой на тот момент.

## Смерть
Умерла 24 декабря 2010 года от рака лёгких. В некрологе говорилось, что после того, как Вайпер покинула Лос-Анджелес, она вернулась в Нью-Гэмпшир, где работала стилистом, а затем флеботомистом.